# Dead and Buried
Dead and Buried är en brittisk dramaserie vars första säsong hade premiär den 2 september 2024 på BBC. Första säsongen består av fyra avsnitt.

## Handling
Serien handlar om Cathy McDaid vars liv ställs på ända när hon stöter på Michael McAllister – mannen som dömdes för mordet på hennes bror för tjugo år sedan.

## Rollista (i urval)
- Annabel Scholey - Cathy McDaid
- Colin Morgan - Michael McAllister
- Kerri Quinn - Sally Bowman
- Owen Roe - Jack Sullivan
- Niamh Walsh - Lena McAllister